# Cheilanthes thellungii
Cheilanthes thellungii là một loài dương xỉ trong họ Pteridaceae. Loài này được Herter mô tả khoa học đầu tiên năm 1925.
Danh pháp khoa học của loài này chưa được làm sáng tỏ. 